# Фаулер (місячний кратер)
Кратер Фаулер (лат. Fowler) — великий стародавній метеоритний кратер у північній півкулі зворотного боку Місяця. Назва присвоєна на честь англійського астронома і фізика Альфреда Фаулера (1868—1940) та англійського фізика-теоретика, астрофізика і математика Ральфа Говарда Фаулера (1889—1944); затверджена Міжнародним астрономічним союзом у 1970 році. Утворення кратера відбулось у донектарському періоді.

## Опис кратера

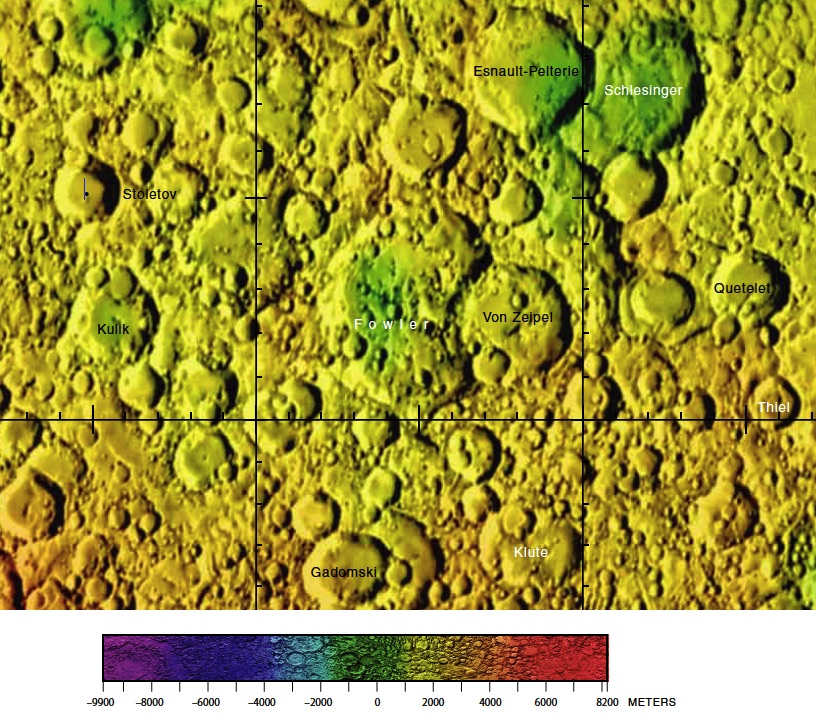
Околиці кратера Фаулер. Фрагмент карти зворотного боку Місяця.

Східна частина кратера Фаулер перекрита кратером Цейпель. Іншими його найближчими сусідами є кратер Кулик на заході; кратер Столєтов на заході-північному заході; кратери Ено-Пельтрі і Шлезінгер на північному північному сході; кратери Кетле і Тіль на сході; а також кратери Гадомський і Клют, що розташовані південніше. Селенографічні координати центра кратера 42°35′ пн. ш. 145°16′ зх. д. / 42.59° пн. ш. 145.27° зх. д., діаметр 139,5 км, глибина 3 км
Кратер Фаулер має форму, близьку до циркулярної та є значно зруйнованим. Вал згладжений, перекритий безліччю кратерів різного розміру, північно-східна частина вала перекрита сателітним кратером Фаулер С, оточеним зоною викинутих порід з високим альбедо. Висота валу над навколишньою місцевістю сягає 1720 м, об'єм кратера становить приблизно 24000 км³. Дно чаші є пересіченим, за виключенням невеликої рівної поверхні у північній частині, позначене безліччю кратерів різного розміру. Східна частина чаші вкрита породами, викинутими при утворенні кратера Цейпель.

## Сателітні кратери
| Фаулер | Координати                                                  | Діаметр, км |
| ------ | ----------------------------------------------------------- | ----------- |
| A      | 46°07′ пн. ш. 145°04′ зх. д. / 46.12° пн. ш. 145.06° зх. д. | 54,5        |
| C      | 44°47′ пн. ш. 142°06′ зх. д. / 44.78° пн. ш. 142.1° зх. д.  | 35,1        |
| N      | 39°49′ пн. ш. 146°34′ зх. д. / 39.81° пн. ш. 146.57° зх. д. | 37,8        |
| R      | 41°47′ пн. ш. 150°27′ зх. д. / 41.79° пн. ш. 150.45° зх. д. | 17,4        |
| W      | 45°38′ пн. ш. 150°35′ зх. д. / 45.64° пн. ш. 150.58° зх. д. | 36,6        |

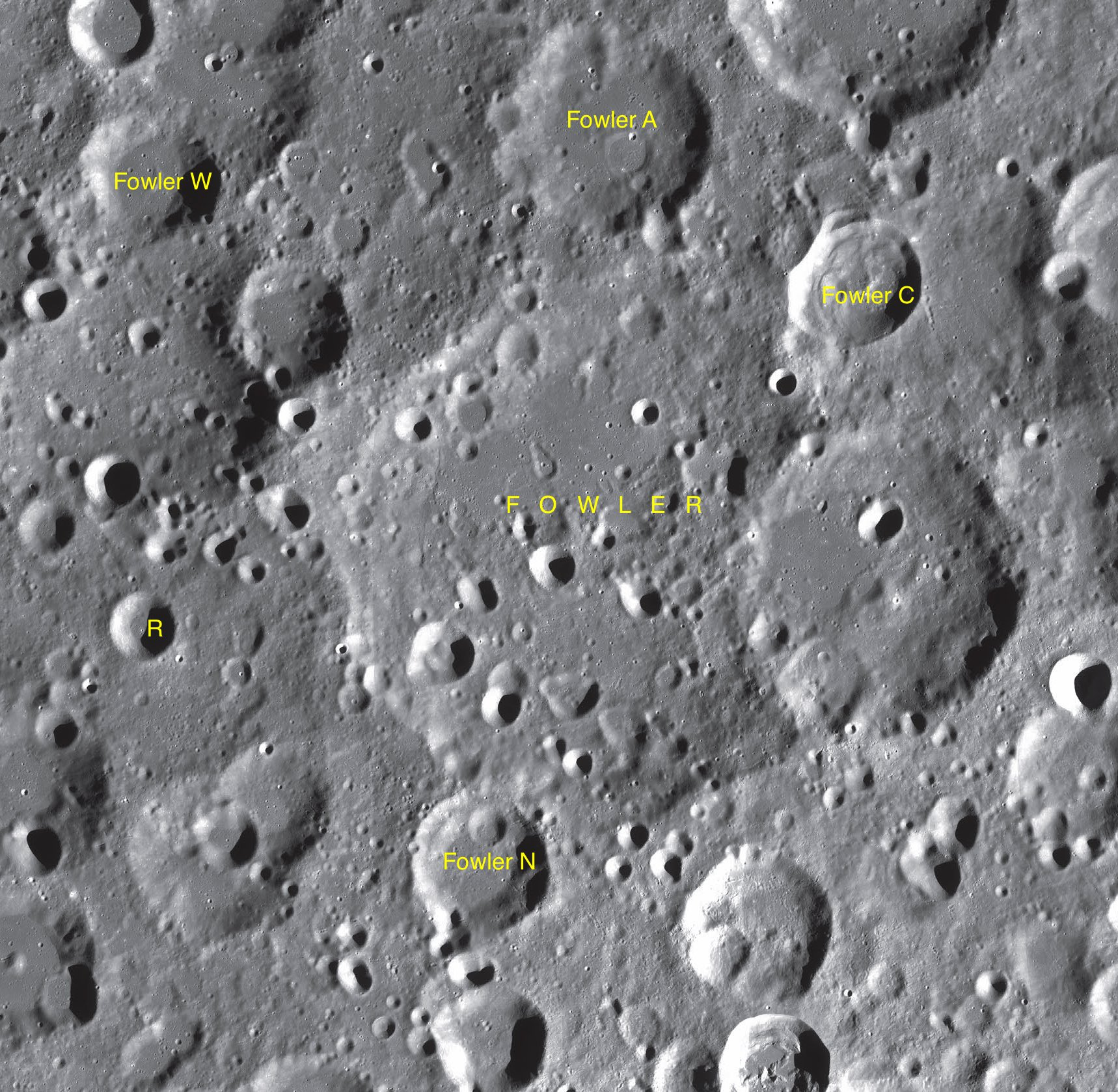
Фрагмент карти LAC-34.

- Утворення сателітного кратера Фаулер C належить до ранньоімбрійського періоду[1].
- Утворення сателітного кратера Фаулер N належить до нектарського періоду[1].